# Reação de mudança do vapor de água
Descrição do mecanismo associativo e 
oxirredução do deslocamento água-gás
A reação de mudança do vapor de água (RMV) é uma reação química na qual o monóxido de carbono reage com a água para formar dióxido de carbono e hidrogênio:
CO + H2O → CO2 + H2
É uma importante reação industrial, freqüentemente usada em conjunção com a reformação catalítica do metano ou outros hidrocarbonetos, que são importantes para a produção de hidrogênio de alta pureza para o uso na síntese de amoníaco. A reação de mudança do vapor de água foi descoberta pelo físico italiano Felice Fontana em 1780. A reação é levemente exotérmica, cedendo 42 kJ (10 kcal) por mol.